# جون لينك
جون لينك (بالإنجليزية: Jon Link)‏ هو لاعب كرة قاعدة أمريكي، ولد في 23 مارس 1984 في كولومبوس في الولايات المتحدة.

## وصلات خارجية
- جون لينك على موقع دوري كرة القاعدة الرئيسي (الإنجليزية)
- جون لينك على موقعبيزبول رفرنس.كوم (الدوري الرئيسي) (الإنجليزية)
- جون لينك على موقعبيزبول رفرنس.كوم (الدوري الثانوي) (الإنجليزية)
- جون لينك على موقع إي إس بي إن.كوم (أم.أل.بي) (الإنجليزية)
- جون لينك على موقع مشجعي الرسوم البيانية (الإنجليزية)